# Walton Family Foundation
Walton Family Foundation (WFF) är en stiftelse som kontrolleras av den amerikanska näringslivssläkten Walton. Stiftelsen beviljar anslag till olika ändamål, främst inom miljö, religion och utbildning. År 2023 hade WFF tillgångar på mer än 5,7 miljarder amerikanska dollar och delade ut nästan 678 miljoner dollar till välgörande ändamål.

## Historik
Stiftelsen grundades 1987 av makarna Sam Walton och Helen Walton när de startade upp den med ett startkapital på 1 000 dollar. År 1992 avled Sam Walton och ytterligare 172 miljoner dollar skänktes till stiftelsen. Mellan åren 2005 och 2011 investerade WFF 1,3 miljarder dollar i byggandet av konstmuseumet Crystal Bridges Museum of American Art i Bentonville.